# 국민정당
국민정당(國民政黨)은 군주의 정당, 혹은 명망가정당(名望家政黨)에 대한 국민 일반의 정당이라는 의미로 사용되는 경우도 있으나 주로 계급정당에 대비되는 말이다. 사회민주주의적 정당이 공산당과 스스로를 구별하기 위하여 논쟁적 개념으로서 사용하는 경우도 많다. 